# Chaunax umbrinus
Chaunax umbrinus är en fiskart som beskrevs av Gilbert, 1905. Chaunax umbrinus ingår i släktet Chaunax och familjen Chaunacidae. Inga underarter finns listade i Catalogue of Life.